# Chi hạm đội Caspi
Tiểu Hạm đội Caspi (tiếng Nga: Каспийская флотилия, hay Đội tàu Caspi là một đơn vị của Hải quân Nga hoạt động tại các vùng biển Caspi chịu trách nhiệm phòng thủ cho nước Nga tại đây.
Hạm đội có đại bản doanh tại Astrakhan. Căn cứ chính và các trung tâm điều hành đóng trong biển Caspian. Được thành lập năm 1722, là đội tàu hình thành lâu đời nhất của Hải quân Nga.

## Thành lập
Chi hạm đội Caspi (Caspian Flotilla - CF) được tạo ra vào tháng 11 năm 1722 tại Astrakhan theo lệnh của Peter Đại đế. Được lãnh đạo bởi đô đốc Fyodor Apraksin, nó đã tham gia vào chiến dịch Ba Tư của Peter (1722–1723) và Chiến tranh Nga-Ba Tư (1804–1813), hỗ trợ quân đội Nga đánh chiếm Derbent và Baku trong cuộc Viễn chinh Ba Tư năm 1796. Kết quả của Hiệp ước Gulistan năm 1813, CF vẫn là đội quân duy nhất ở Biển Caspi. Baku trở thành căn cứ chính của nó vào năm 1867.

## Biên chế
- Frigates
- 2 Khinh hạm lớp Gepard, Tatarstan, Dagestan

- Corvettes
- 3 Tàu hộ tống lớp Buyan, Astrakhan, Volgodonsk, Mahachkala

- 3 Tàu hộ tống lớp Buyan M, Grad Sviyazhsk, Uglich, Veliky Ustyug

- 1 Tàu hộ tống lớp Tarantul R-101 Stupinets

- Tàu tên lửa / tàu tuần tra
- 3 tàu tên lửa lớp Matka

- Tàu pháo
- 4 tàu pháo Dự án 1204 Shmel Ak-209, Ak-223, Ak-201, Ak-248

- Tàu quét mìn
- 2 tàu quét mìn lớp Sonya BT-224, BT-116

- 2 tàu quét mìn lớp Lida RT-233, RT-224

- 1 tàu quét mìn nhỏ lớp Yevgenya RT-71

- Tàu tuần tra
- 2 tàu chống saboteur lớp Grachonok

- Tàu đổ bộ
- 1 tàu đổ bộ lớp Dyugon

- 1 tàu đổ bộ lớp Akula

- 6 tàu đổ bộ lớp Serna